# Hornswoggle
Dylan Mark Postl, meglio conosciuto con il ring name Hornswoggle (Oshkosh, 29 maggio 1986), è un wrestler e attore statunitense, noto per i suoi trascorsi nella WWE tra il 2006 e il 2016.
In WWE ha vinto una volta il Cruiserweight Championship.

## Carriera

### National Wrestling Alliance (2005–2006)
Nel corso del 2005 Dylan Postl apparve in alcuni territori della National Wrestling Alliance (NWA) del Wisconsin con il ring-name di $hortstack, vincendo l'NWA Wisconsin X Division Championship. Il 19 maggio 2006 conquistò anche l'SSW Tag Team Championship in coppia con Devin Diamond.

### World Wrestling Entertainment (2006–2016)

#### Aiutante di Finlay (2006–2007)
Nel 2006 Dylan Postl firmò un contratto con la World Wrestling Entertainment (WWE). Debuttò nella puntata di SmackDown! del 26 maggio 2006, attaccando Paul Burchill dopo che quest'ultimo era stato sconfitto da Fit Finlay. La sua gimmick era quella di un leprecauno, un folletto tipico della cultura popolare irlandese; in seguito venne annunciato da Michael Cole che il suo ring-name era Little Bastard (in italiano Piccolo Bastardo). Nelle settimane successive continuò ad aiutare Finlay attaccando gli avversari di quest'ultimo: il suo accanimento era però così violento che una volta lo stesso Finlay venne accidentalmente colpito da Little Bastard dopo aver tentato di difendere Gunner Scott. Nella puntata di SmackDown! del 14 luglio aiutò Finlay a vincere il WWE United States Championship contro Bobby Lashley, passandogli di nascosto un shillelagh.
Il 23 febbraio 2007 il ring-name di Little Bastard venne cambiato in Hornswoggle. In questo periodo il leprecauno aiutò Finlay nel suo feud contro The Boogeyman, vedendosela anche con Little Boogeyman. Il 22 luglio 2007, a The Great American Bash, Hornswoggle conquistò il WWE Cruiserweight Championship vincendo una 6-Pack Challenge a cui parteciparono il campione Chavo Guerrero, Funaki, Jamie Noble, Jimmy Wang Yang e Shannon Moore.

#### Figlio di Vince McMahon (2007–2008)
Durante la puntata di Raw del 10 settembre 2007 venne rivelato il nome del figlio illegittimo del chairman della WWE, Vince McMahon, che si scoprì essere proprio Hornswoggle (kayfabe).
Nel frattempo il leprecauno continuò ad apparire a SmackDown!, portando avanti un feud con Jamie Noble. Il 28 settembre venne però costretto a rendere vacante il WWE Cruiserweight Championship su richiesta della nuova General Manager (GM) Vickie Guerrero. Mentre si cercava di capire di chi fosse il padre di Hornswoggle, Vince McMahon cominciò a programmargli match contro avversari molto più grossi di lui. A Survivor Series affrontò The Great Khali, perdendo per squalifica dopo che Fit Finlay era intervenuto per salvarlo. Con questo gesto i due irlandesi iniziano una feud con The Great Khali. Ad Armageddon Finlay sconfigge il gigante indiano grazie all'aiuto di Hornswoggle. Inoltre, Hornswoggle affronta The Great Khali al 15º anniversario di Raw. Naturalmente Hornswoggle sta per avere la peggio ma, a sorpresa, interviene Hulk Hogan e salva Hornswoggle. La settimana vince una Royal Rumble dove partecipano Mr. Kennedy, Batista, Kane(interpretato per giunta da Little Boogeyman) e Makind versione midget. Elimina per ultimo The Great Khali, grazie all'aiuto di Finlay, ponendo fine alla loro faida. Il leprecauno, successivamente, partecipa alla Royal Rumble 2008 ma non entra nel ring e si nasconde nella sua tana, tuttavia riesce ad eliminare The Miz e si ritira per 16º, avendo un buon tempo: 26 minuti e 57 secondi.
La stessa sera Finlay si fa squalificare per proteggere il nano, diventando il primo wrestler in una Royal Rumble a farsi espellere. Il 18 febbraio nell'edizione di Raw, Hornswoggle riesce ad avere un incontro dentro in una gabbia contro il padre, Mr. McMahon. Durante questo match, Hornswoggle è stato frustato con una cintura di cuoio da Mr. McMahon. Finlay ha cercato di mettersi in gioco, ma è stato attaccato e ammanettato alle corde del ring da JBL. Mr. McMahon ha lasciato il ring e ha permesso a JBL di picchiare Hornswoggle sotto gli occhi di Finlay. A seguito di questa, su WWE.com è stato annunciato che Hornswoggle, aveva subito lesioni interne, inclusi un sanguinamento al cervello e un trauma spinale. Quindi Hornswoggle è stato costretto a restare in ospedale. Nella puntata di Raw del 25 febbraio JBL annuncia che Hornswoggle è figlio di Finlay.

#### Faida con JBL (2008–2009)
La settimana successiva Finlay ha ammesso che Hornswoggle è suo figlio poi ha assistito JBL che assaliva il nano nel letto dell'ospedale. Postl ritorna sugli schermi a WrestleMania XXIV accompagnando Finlay per il suo match contro JBL. Durante il match passa a suo padre il suo Shillelagh, ma JBL vince il match dopo aver colpito il nord irlandese con un colpo basso. Hornswoggle è tornato a combattere il 18 di aprile a SmackDown sconfiggendo Matt Striker. Partecipa il 21 aprile al King of the Ring ma perde ai quarti di finale contro William Regal. Hornswoggle e Finlay a Supplemental Draft 2008 sconfiggono Santino Marella e Carlito e passano in ECW. A Night of Champions perde un tag team match insieme a Finlay per il WWE Tag Team Championship contro i campioni The Miz e John Morrison.

#### Faida con Chavo Guerrero (2009–2010)
Con la Draft supplementare 2009 passa a Raw, ma senza Finlay. A Raw si allea con Goldust, fino a quando quest'ultimo passa alla ECW e ha una faida con Chavo Guerrero. Tuttavia Hornswoggle in ogni match ne esce sempre vincitore e in ogni scontro riesce sempre ad umiliare il messicano. Attacca il messicano durante un match contro Mark Henry e questi, dopo averlo messo K.O., festeggia insieme a Hornswoggle; questi stringe così un'alleanza con il World's Strongest Man. Dopo essere stato abbandonato anche da Henry, Hornswoggle continua la sua faida con il messicano e la vince dopo un match finale.
Nelle settimane seguenti prova ad imitare la D-Generation X. Cerca quindi di entrare a far parte della DX, ma Triple H gli risponde con una Pedigree (la sua finishing move). Allora Hornswoggle inizia a disturbare la DX e gli fa causa al tribunale dei nani. Nella puntata di Raw del 21 dicembre 2009 la DX sconta la pena del tribunale dei nani e HHH e HBK sono costretti ad annunciare che la loro mascotte sarà Hornswoggle. La settimana successiva Hornswoggle viene intervistato da Christian Cage ma Chavo Guerrero e Dolph Ziggler interrompono tutto ed attaccano Capitan Charisma.
La settimana successiva Hornswoggle e Christian Cage battono Chavo e Dolph in un tag team. Hornswoggle tenterà di attaccare i Jeri-Show ma il suo piano fallirà venendo poi salvato dalla DX. Successivamente la DX insieme a Hornswoggle sconfiggerà The Miz, Big Show e Jon Heder (super ospite di RAW) grazie allo schienamento effettuato proprio da Hornswoggle Jon Heder. Hornswoggle la settimana successiva attacca Santino Marella. Dopo lo scioglimento della DX Hornswoggle inizia una competizione singola e in una puntata di RAW salva Santino Marella dal soffocamento, dopo che aveva ingoiato un fischietto. Hornswoggle batte poi Dolph Ziggler in un match valevole per il Draft. a fine match però, Zig attacca l'ex mascotte della DX con la Sleeper Hold, facendolo svenire. Torna così nel roster di SmackDown il 27 aprile 2010 con la Supplemental Draft.

#### Varie faide (2010–2012)
Ha fatto la Mascotte del Team Smackdown al pay-per-view Bragging Rights dove ha aiutato Big Show allontanando Sheamus dal ring e eliminandolo per count-out. È apparso inoltre nella Royal Rumble a 40 uomini del 30 gennaio 2011, entrando con il numero 23. Viene eliminato da Sheamus. Hornswoggle milita come Pro di Titus O'Neil nella quinta stagione di WWE NXT, intitolata NXT Redemption per il fatto di avere come protagonisti rookies che hanno già preso parte ad altre stagioni del programma.
Nel dicembre 2011 Hornswoggle vince una battle royal a SmackDown! eliminando per ultimo Sheamus, con un gioco d'astuzia. Mick Foley travestito da Santa Claus aveva in precedenza sancito che il vincitore della contesa avrebbe visto esaudito un proprio desiderio.
Si scoprirà poi che Hornswoggle ha espresso il desiderio di poter parlare e di aver chiamato Vickie Guerrero vecchia. Vince il 6 gennaio contro Heath Slater ma a fine match quest'ultimo lo attacca, fortunatamente interviene in suo aiuto Justin Gabriel e i due instaurano un legame di amicizia. Infatti, la settimana dopo, distrae Heath Slater permettendo la vittoria a Justin Gabriel. La settimana dopo se la deve vedere contro Cody Rhodes dove sta per aver la peggio. Fortunatamente interviene Justin Gabriel che propone a Cody di prendere il posto del suo amico nel match. L'Intercontinental Champion accetta e Hornswoggle riesce a salvarsi. A WWE Elimination Chamber 2012 cerca di aiutare il suo amico Gabriel in un match con in palio il WWE United States Championship contro Jack Swagger, ma a vincere è proprio quest'ultimo. Il 9 di marzo viene sconfitto per KO tecnico da Drew McIntyre.
Ma The Great Khali, furioso della brutalità che lo scozzese ha inflitto al leprecauno, lo colpisce con la Khali Chop. Su WWE.com viene annunciato che a WrestleMania XXVIII Hornswoggle farà da mascotte al team di Teddy Long e sosterrà Santino Marella, Zack Ryder, The Great Khali, R-Truth, Kofi Kingston e Booker T. Il 26 di marzo dimostra la sua lealtà verso il team di Teddy Long distraendo David Otunga permettendo a Santino Marella di eseguire il Cobra e di vincere il match. La WWE ha annunciato che Dylan Postl sarà il protagonista del film Leprechaun: Origins. A WrestleMania XXVIII il Team di Teddy viene sconfitto. Nella puntata di Smackdown! del 20 aprile accompagna Brodus Clay sul ring, vestito come il Funkusaur e rivela a tutti di essere suo fratello (kayfabe). Dopo il match esegue una Tadpole Splash su Hunico. Il 23 di aprile, in coppia con Brodus Clay, sconfigge Dolph Ziggler e Jack Swagger. Più tardi, insieme ad altre Superstar, festeggia il compleanno di John Cena. A WWE NXT ritorna eccezionalmente, come coordinatore e commentatore per sostituire William Regal e Josh Mathews.

#### Alleanza con la 3MB e rilascio (2013–2016)
A Extreme Rules accompagna Brodus Clay sul ring, festeggiando con lui a fine match per la vittoria. Il 9 luglio a Raw viene nominato GM a interim solo per una settimana. A Smackdown poi inizia a far coppia con The Great Khali e con Natalya e hanno una feud con i portoricani Primo, Epico e Rosa Mendes. In seguito viene infortunato da Big E. Langston. A SmackDown fa il suo ritorno, permettendo a Natalya di sconfiggere Rosa Mendes. Nella puntata del 15 aprile si aggrega alla 3MB sostituendo Heath Slater, facendo pensare dunque, a un turn heel. Nella puntata del 19 aprile di SmackDown viene sconfitto da El Torito. Il suo feud con El Torito continua fino a Extreme Rules, dove i due midget si affrontano nel pre-show. Dopo un match in cui sono intervenute le due fazioni, ricco di colpi di scena, la vittoria va a El Torito. Il loro feud prosegue ancora. Durante le puntate settimanali di Raw e SmackDown, Hornswoggle cercherà di smascherare più volte El Torito, e durante una puntata ci stava quasi riuscendo, ma sfortunatamente gli tira solo la coda. A Payback i due midget si affrontano nuovamente in un Hair vs. Mask Match, dove a perdere è proprio Hornswoggle, costretto a farsi tagliare i capelli da El Torito.
Dal 29 settembre 2014 Hornswoggle diventa la mascotte dei Slater Gator.
Il 28 settembre 2015 è stato sospeso con effetto immediato in seguito alla sua prima violazione del Wellness program.

#### Apparizioni sporadiche (2018, 2019)
Il 27 aprile 2018, alla Greatest Royal Rumble, Hornswoggle fece il suo ritorno per una sola notte partecipando al Royal Rumble match a cinquanta uomini entrando col numero 12 ed eliminando Dash Wilder con l'aiuto di Daniel Bryan, ma venne poi eliminato da Tony Nese. In seguito, Hornswoggle apparve il 27 gennaio 2019, alla Royal Rumble, durante l'omonimo incontro femminile terrorizzando Zelina Vega. Hornswoggle sarebbe dovuto apparire anche a Backlash nel 2020 ma la cosa non andò mai in porto.

### Total Nonstop Action/Impact Wrestling (2016–2017, 2019, 2020–presente)
Dylan Postl ha debuttato in TNA il 15 dicembre 2016.

### Circuiti indipendenti (2016–presente)
Dylan torna a lottare nei circuiti indipendenti nel 2017 con il ringname di Swoggle, dove è attualmente attivo.

## Nel wrestling

### Mosse finali

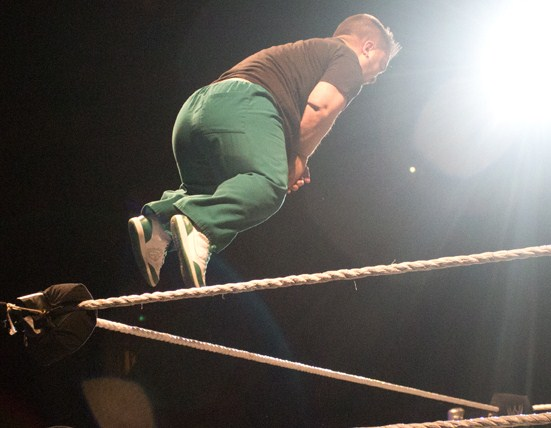
Hornswoggle mentre esegue la Tadpole Splash

- Celtic Cross (Kryptonite krunch)
- Tadpole Splash (Frog splash)

### Manager
- AJ Lee
- Natalya
- Rosa Mendes

### Wrestler di cui è stato manager
- Big Show
- Drew McIntyre
- Finlay
- The Great Khali
- Heath Slater
- Jinder Mahal
- Shawn Michaels
- Sheamus
- Titus O'Neil
- Triple H

### Soprannomi
- "The Big Deal"
- "The Hardcore Wonder"
- "The Mini Delirious"
- "The Mini-Gator"

### Musiche d'ingresso
- St. Patrick's Fray di Jim Johnston (2007)
- Hes Ma Da di Jim Johnston (2007–2015; 27 aprile 2018)
- Break it Down della DX Band (2009–2010; usata come assistente della D-Generation X)
- Three Man Band di Jim Johnston (2014; usata come assistente della 3MB)
- Hit or Miss dei New Found Glory (2016–presente)

## Titoli e riconoscimenti
- Absolute Intense Wrestling

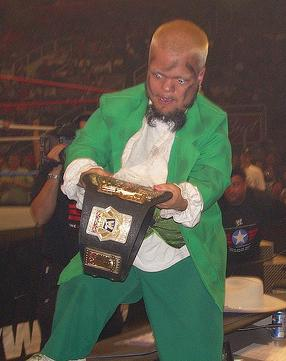
Hornswoggle con il Cruiserweight Championship, titolo che ha vinto una volta in carriera e di cui è stato l'ultimo detentore

  - AIW Tag Team Championship (1) – con P.B. Smooth
- ACW Wisconsin
  - ACW Tag Team Championship (1) – con Nick Colucci
- Black Label Pro
  - BLP Tag Team Championship (1) – con Danhausen e Ethan Page
- DDT Pro-Wrestling
  - Ironman Heavymetalweight Championship (2)
- Great Lakes Championship Wrestling
  - GLCW Heavyweight Championship (1)
- Heroes and Legends Wrestling
  - HLW Minis Championship (1)
- NWA Wisconsin
  - NWA Wisconsin X Division Championship (1)
- Pro Wrestling Illustrated
  - Rookie of the Year (2007)
- South Shore Wrestling
  - SSW Tag Team Championship (1) – con Devin Diamond
- Wisconsin Pro Wrestling
  - WPW Tag Team Championship (1) – con Nick Colucci
- World Wrestling Entertainment
  - WWE Cruiserweight Championship (1)
- WrestleCrap
  - Gooker Award (2007) storyline con Mr. McMahon
  - Gooker Award (2009) faida con Chavo Guerrero
- Wrestling Observer Newsletter
  - Worst Gimmick (2009)
  - Worst Feud of the Year (2009) vs. Chavo Guerrero